# Jackie Shroff
Jackie Shroff  (eredeti nevén: Dzsai Kisan; जय किशन; Mumbai, Maharashtra, India, 1957. február 1.) indiai színész.

## Életpályája
Első filmje az 1982-es  Swami Dada. Második filmjét, a Hero-t  Subhash Ghai rendezte, ebben Jackie kapta a főszerepet. A film nagy sikert aratott.

## Díjai
- 1990, Filmfare Best Actor Award, Parinda
- 1995, Filmfare Best Supporting Actor Award, 1942: A Love Story
- 1996, Filmfare Best Supporting Actor Award, Rangeela

## Filmjei
- Maayavan (2017) …. Major Sathyam
- Sarkar 3 (2017) …. Michael Vallya
- Housefull 3 (2016) …. Urja Nagre
- Brothers (film)|Brothers (2015) …. Gerson Fernandez
- Dhoom 3 (2013) …. Iqbal Khan
- Anna Bond (2012) …. Charlie
- Bhoot Uncle (2006)
- Eklavya: The Royal Guard (2006)
- Apna Sapna Money Money (2006)
- Divorce: Not Between Husband and Wife (2006) …. Jackie
- Kyun Ki (2005) …. Doctor
- Antar Mahal (2005) …. Zamindar
- Ssukh (2005)
- Hulchul (2004) …. Balram
- Dobara (2004) …. Ranbir Sehgal
- Aan: Men at Work (2004) …. Gautam Walia
- Sandhya (2003) …. Jaggu
- Samay: When Time Strikes (2003) …. Amod Parekh
- 3 Deewarein (2003) …. Jaggu (Jagdish Prasad)
- Boom (film)|Boom (2003) …. Abdul Wahab Barkatali Al Sabunchi 50/50 aka Chotte Mia
- Ek Aur Ek Gyarah (2003) …. Maj. Ram Singh (BSF officer)
- Baaz: A Bird in Danger (2003) …. Jai Singh Dabral, the Mayor
- Agni Varsha (2002) …. Paravasu
- Devdas (2002) …. Chunni babu
- Kya Yehi Pyaar Hai (2002) …. Dr. Kamlakar Tiwari
- Pitaah (2002) …. Ramnarayan Bharadwaj, police officer (daroga)
- Mulaqaat (2002) …. Javed Khan
- Lajja (film)|Lajja (2001) …. Raghu
- Bas Itna Sa Khwaab Hai (2001) …. Naved Ali
- Yaadein… (2001) …. Raj Singh Puri
- Albela (2001) …. Prem
- One 2 Ka 4 (2001) …. Javed Abbas
- Grahan (2001) …. Jaggu
- Censor (film)|Censor (2001/I) …. Naseeruddin Shokh
- Farz (2001) …. Gawa Firozi
- Hadh: Life On the Edge of Death (2001) …. Vishwa
- Kahin Pyaar Na Ho Jaaye (2000) …. Tiger
- Mission Kashmir (2000) …. Hilal Kohistani
- Refugee (film)|Refugee (2000) …. Raghuvir Singh
- Jung (film)|Jung (2000) …. Inspector Veer Chauhan
- Gang (film)|Gang (2000) …. Gangu
- Kohram: The Explosion (1999) …. Maj. Rathod
- Hote Hote Pyar Hogaya (1999) …. Police Officer Arjun
- Phool Aur Aag (1999) …. Jaswant
- Kartoos (1999) …. Jay Suryavanshi
- Laawaris (1999) …. Advocate Anand Saxena
- Sirf Tum (1999) …. Pritam, Auto-rickshaw driver
- Bandhan (1998) …. Thakur Suraj Pratap
- Yamraaj (1998)
- Kabhi Na Kabhi (1998) …. Jaggu
- Yugpurush: A Man Who Comes Just Once in a Way (1998) …. Ranjan
- Ustadon Ke Ustad (1998)
- 2001 (film)|2001 (1998) …. Insp. Anil Sharma
- Jaan E Jigar (1998) …. Jai Kishan
- Badmaash (1998) …. Gautam Hiraskar
- Hafta Vasuli (1998) …. Yeshwant
- Tirchhi Topiwale (1998)
- Aar Ya Paar (1997) …. Shekhar Khosla
- Border (film)|Border (1997) …. Air Force Commander
- Shapath (1997)
- Share Bazaar (1997) …. Special appearance
- Vishwavidhaata (1997) …. Ajay Khanna
- Agni Sakshi (1996) …. Suraj Kapoor
- Bandish (1996) …. Ram Ghulam & Kishen
- Chall (1996)
- Kalinga (India)|Kalinga (1996)
- Return of Jewel Thief (1996) …. Johnny/Jatin Kumar
- Shikaar (1996)
- Talaashi (1996)
- Ram Shastra (1995) …. Inspector Ram Sinha
- Rangeela (film)|Rangeela (1995) …. Raj Kamal
- God and Gun (1995) …. Vijay Prakash
- Dushmani: A Violent Love Story (1995) …. Jai Singh
- Milan (film)|Milan (1995) …. Raja
- Trimurti (1995) …. Shakti Singh
- Stuntman (film, 1994)|Stuntman (1994)
- Chauraha (1994) …. Amar/Chotu
- 1942: A Love Story (1993) …. Shubhankar
- Shatranj (1993)
- Gardish (1993) …. Shiva Sathe
- Roop Ki Rani Choron Ka Raja (1993) …. Ravi Verma
- Aaina (1993) …. Ravi Saxena
- Antim Nyay (1993)
- Hasti (1993) …. Jaikishan (Jaggu)
- Khal Nayak (1993) …. Inspector Ram Kumar Sinha
- King Uncle (1993) …. Ashok Bansal
- Police Officer (1992)
- Angaar (1992) …. Jaggu
- Dil Hi To Hai (1992)
- Laatsaab (1992)
- Prem Deewane (1992) …. Ashutosh
- Sangeet (1992)
- Lakshmanrekha (1991) …. Vicky
- Akayla (1991) …. Shekhar
- Saudagar (1991) …. Vishal
- 100 Days (1991) …. Ram Kumar
- Hafta Bandh (1991)
- Doodh Ka Karz (1990) …. Suraj
- Azaad Desh Ke Gulam (1990) …. Inspector Jai Kishen/Jamliya Jamshed Purwala
- Baap Numberi Beta Dus Numberi (1990)
- Jeene Do (1990)
- Pathar Ke Insan (1990) …. Inspector Karan Rai
- Vardi (1990) …. Jai/Munna
- Sikka (1989) …. Jai Kishan 'Jackie'
- Tridev (1989) …. Ravi Mathur
- Hum Bhi Insaan Hain (1989) …. Kishanlal
- Kala Bazaar (1989) …. Kamal
- Main Tera Dushman (1989) …. Kishan Srivastav
- Parinda (1989) …. Kishen
- Ram Lakhan (1989) …. Inspector Ram Pratap Singh
- Sachche Ka Bol Bala (1989) …. Nandi
- Falak (1988) …. Vijay Verma
- Aakhri Adaalat (1988) …. Nitin Sinha
- Uttar Dakshin (1987)
- Kudrat Ka Kanoon (1987) …. Dr. Vijay Verma
- Kaash (1987) …. Ritesh
- Sadak Chhap (1987) …. Shankar
- Diljala (1987)
- Jawab Hum Denge (1987) …. Inspector Jaikishan
- Mard Ki Zabaan (1987)
- Karma (film)|Karma (1986) …. Baiju Thakur
- Allah Rakha (1986) …. Allah Rakha/Iqbal Anwar
- Dahleez (1986) …. Chandrashekhar
- Haathon Ki Lakeeren (1986) …. Lalit Mohan
- Mera Dharam (1986) …. Jai Singh Sehgal
- Palay Khan (1986)
- Yudh (1985) …. Inspector Vikram (Vicky)
- Mera Jawab (1985) …. Suresh/Solanki Patwardhan Lal
- Jaanoo (1985)
- Paisa Yeh Paisa (1985) …. Shyam
- Shiva Ka Insaaf (1985) …. Shiva/Bhola
- Teri Meherbaniyan (1985) …. Ram
- Andar Baahar (1984) …. Inspector Ravi
- Hero (film, 1983)|Hero (1983/II) …. Jackie Dada/Jaikishan
- Swami Dada (1982)